# Prunus munsoniana
Prunus munsoniana är en rosväxtart som beskrevs av W. F. Wight och Hedrick. Prunus munsoniana ingår i släktet prunusar, och familjen rosväxter. Inga underarter finns listade i Catalogue of Life.